# Varastati Vana Toomas
Varastati Vana Toomas (zu deutsch Der Alte Thomas wurde gestohlen) ist der Titel eines estnischen Musikfilms aus dem Jahr 1970.

## Handlung
Die estnische Hauptstadt Tallinn in einer lauen Sommernacht. Ein junges, verliebtes Pärchen (Rein Aedma, Ülle Koni) schlendert durch die romantischen Gassen der Altstadt. Auf dem Turm des mittelalterlichen Rathauses wacht seit Jahrhunderten der Alte Thomas auf der Wetterfahne, ein Stadtknecht aus dem 16. Jahrhundert. Auf dem Rathausplatz werden die Liebenden plötzlich von einer Motorradgang bedrängt. Der Alte Thomas steigt erbost vom Turm herunter und vertreibt die Störenfriede.
Gemeinsam mit dem Paar begibt er sich auf einen Spaziergang durch das alte und neue Tallinn. Immer wieder trifft die Gruppe populäre Musiker und Tänzer aus dem Estland der 1970er Jahre... Die moderne Unterhaltungsmusik ist nicht ganz nach dem Geschmack des sympathischen Kauzes. Allerdings findet er bald Interesse an der schmucken Tänzerin Maria im Kostüm seiner Zeit (Marju Kuut), die ihn an eine längst vergangene Herzensdame erinnert.
Das Verschwinden des legendären Stadtwächters bleibt den gebildeten Bürgern Tallinns natürlich nicht lange verborgen. Zwei Münzsammler (Endel Pärn, Hardi Tiidus) machen sich auf die Suche nach ihm. Immer wieder verlieren sie den Stadtknecht aber aus den Augen...
Der Zug mit dem Alten Thomas kommt schließlich an der Tallinner Sängerbühne an. Dort erkennt der Alte Thomas, dass sein eigentlicher Platz wie seit Jahrhunderten als Wachposten auf dem Turm des Tallinner Rathauses ist.

## Produktion
Der Farbfilm hatte am 15. Februar 1971 in Tallinn Premiere. Ein Jahr später wurde er erstmals in Moskau gezeigt.
Regisseur des von Tallinnfilm produzierten Musikfilms war der ehemalige sowjetische Frontfilmer Semjon Školnikov.
Die romantische Komödie wartete mit beliebten Künstlern der Estnischen SSR auf. Als Solisten sind unter anderen Ivo Linna, Katrin Männiko, Valdemar Kuslap, Els Himma und Uno Loop sowie die Band Laine zu hören.
Die romantische und anspruchslose Handlung mit schönen Bildern der Stadt Tallinn und populären Melodien fand generell eine positive Aufnahme. Für anderthalb Stunden konnten die Kinobesucher den sowjetischen Alltag hinter sich lassen.